# Феерия
Фее́рия (фр. féerie, от fée — «фея, волшебница») — французский театральный жанр, отличительными признаками которого являются фантастические сюжеты и зрелищные визуальные эффекты, в том числе пышные декорации и механические сценические эффекты. 
В другом источнике[где?] указано что Феерия, франц., театральное представление, в котором главную роль играют декорации, чудесные превращения, балет и торжественные шествия. На начало XX столетия в состав феерии и балета входила пантомима. Феерия совмещает музыку, танцы, пантомиму и акробатику, а также магические преобразования, созданные дизайнерами и техниками сцены, чтобы создать сценическое действо с чётко определённой мелодраматической моралью и широкой демонстрацией сверхъестественных элементов. Жанр развивался с начала 1800-х годов и стал чрезвычайно популярным во Франции на протяжении XIX века, повлияв на развитие бурлеска, музыкальной комедии и кино.

## На сцене
Первоначально слово употреблялось для обозначения жанра театральных спектаклей или цирковых представлений, в которых применялись постановочные эффекты для показа фантастических волшебных сцен. Подобные феерии возникли в Италии в XVII веке. Позднее, в XVIII—XIX веках, жанр феерии был активно задействован в европейском театральном, оперном и балетном искусстве. Классический пример балетной феерии — «Спящая красавица» П. И. Чайковского в постановке Мариуса Петипа.

## В литературе
Феерия в литературе — использование волшебных элементов для раскрытия полноты сюжета, основной мысли текста. Используется во многих произведениях. Примером может служить повесть-феерия Александра Грина «Алые паруса».

## В кинематографе
Жанр феерии был широко распространён в кино в начале XX века, до начала Первой мировой войны.